# 约塔河

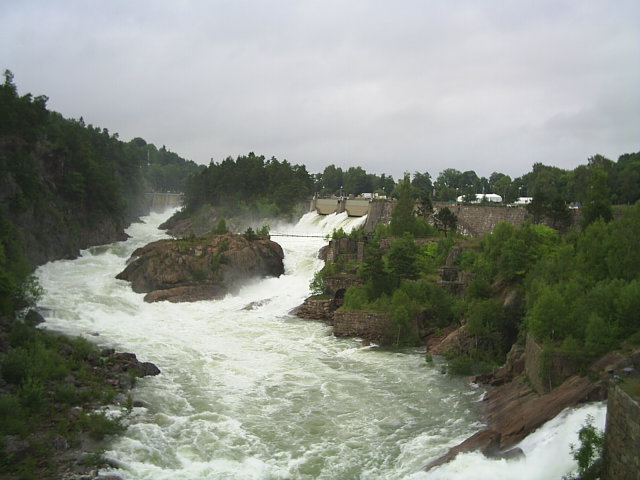
約塔河在特罗尔海坦的瀑布

约塔河（瑞典語：Göta älv）是瑞典的河流，全长92公里，发源于维纳恩湖，在瑞典西海岸的哥德堡流入卡特加特海峡和北海。它位于约塔兰，是早期耶阿特人居住的地方。约塔河在孔艾尔夫流經布胡斯堡壘。在那里它一分为二，北面的部分叫做Nordre älv（「北河」），南边的部分继续叫做约塔河。
在特罗尔海坦有一个水坝、一些船閘，还有一个水力发电站。船閘使约塔河适合航行，令很大的货船也可以通过。約塔河是约塔运河──通向斯德哥尔摩的重要内陆水路的一部份。
水力发电站为集中在特罗尔海坦的重钢铁工业提供了电力，在工业革命中发挥了作用。在夏季水坝的泄洪道每天开放一段时间，游客们都来到这里观看水冲下来的壮观景色。
58°22′49″N 12°21′31″E / 58.380378°N 12.358536°E